# Crypsimetalla aurata
Crypsimetalla aurata är en fjärilsart som beskrevs av W. Warren 1902. Crypsimetalla aurata ingår i släktet Crypsimetalla och familjen mätare. Inga underarter finns listade i Catalogue of Life.